# خوان إغناثيو غونزاليس
خوان إغناثيو غونزاليس (بالإسبانية: Ignacio González Ibarra)‏ (8 يوليو 1984 بغوادالاخارا في المكسيك - ) هو لاعب كرة قدم مكسيكي في مركز الدفاع. لعب مع كلوب ليون ونادي أطلس ونادي تيكوس ونادي سيلايا وAcadémicos de Atlas ‏ ونادي كيريتارو وAtlético Celaya ‏.

## وصلات خارجية
- خوان إغناثيو غونزاليس على موقع قاعدة بيانات كرة القدم.إي يو (الإنجليزية)
- خوان إغناثيو غونزاليس على موقع Soccerway.com (الإنجليزية)
- خوان إغناثيو غونزاليس على موقع AS.com (الإسبانية)